# Лакоткань
Лакоткань — гибкий электроизоляционный материал. Изготавливается из ткани, пропитанной лаком. Используется в качестве электроизоляционного материала. 
Тканевую основу лакоткани можно разделить на несколько видов:
хлопчатобумажную;
капроновую;
шёлковую;
стеклянную (стеклоткани).
Лак, которым пропитывают тканевые основы, после отвердевания образует на лакоткани гибкую плёнку, которая обеспечивает материалу высокие электроизоляционные свойства. Тканевая же основа обеспечивает лакоткани механическую прочность. Лакоткани находят широкое применение в качестве пазовой и межвитковой изоляции в электрических машинах низкого напряжения, а также в трансформаторах *. Кроме того, лакоткани применяют для наружной изоляции катушек и отдельных групп проводов (жгуты) в электрических аппаратах и приборах. В большинстве случаев лакоткани используются в виде лент, вырезаемых из лакоткани под углом 45° по отношению к ее основе. Такие лакотканые ленты обеспечивают наибольшую эластичность, что даёт возможность произолировать ими лобовые части обмоток и соединения фасонного профиля.

## Характеристики лакоткани
Наибольшей гибкостью и растяжимостью обладают шёлковые и капроновые лакоткани, которые могут длительно работать при нагреве изоляции до 105°С. Стеклоткани отличаются повышенной термостойкостью и в зависимости от состава пропитки выдерживают нагрев от 130°С до 180°С.

## Области применения лакоткани
Основные области применения лакоткани — это электрические машины, приборы низкого давления, использование в качестве витковой и пазовой изоляции, в качестве электроизоляционных прокладок.